# Helena af Sandeberg

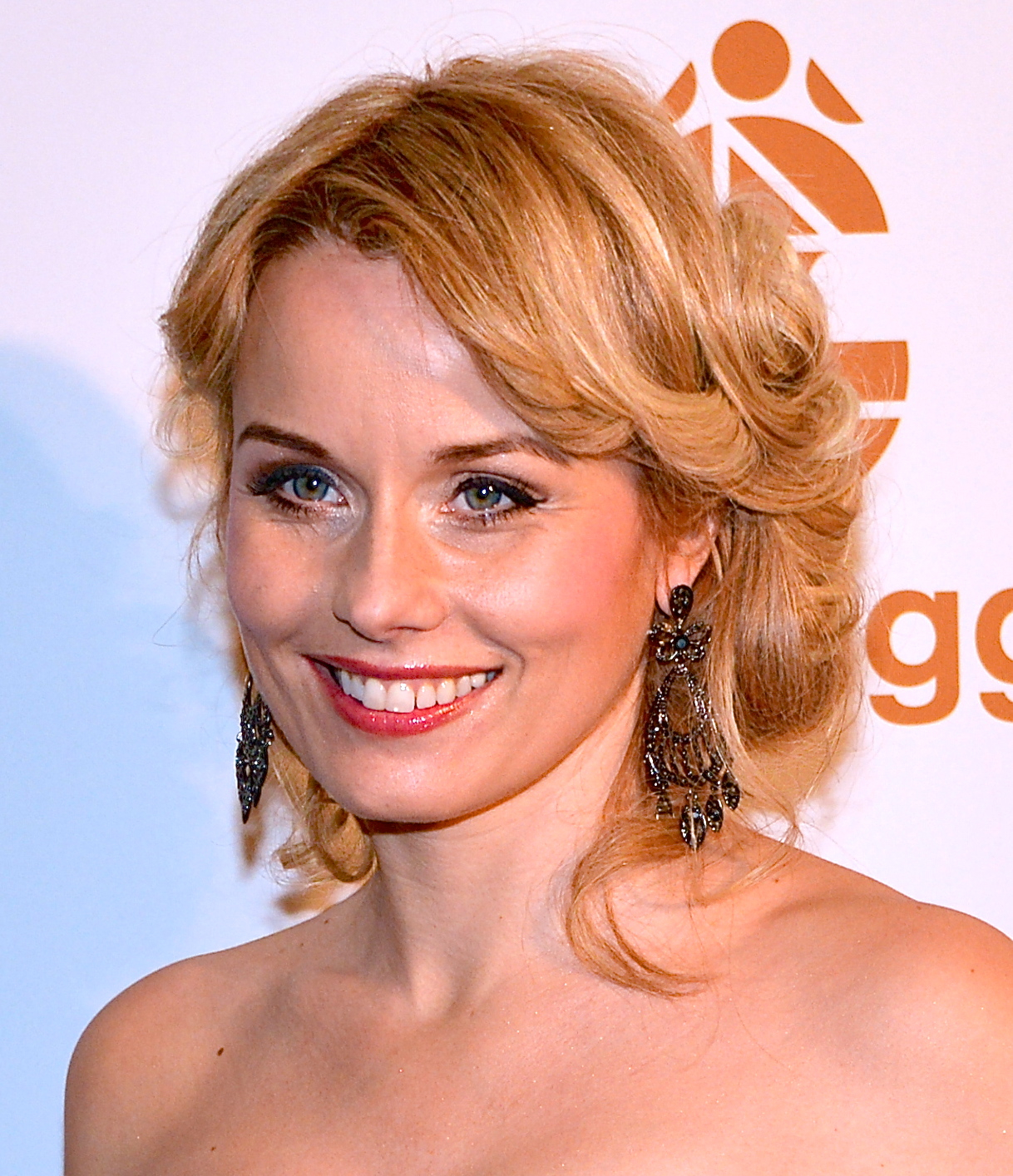
Helena af Sandeberg beim Guldbagge 2013

Helena af Sandeberg (* 1. September 1971 in Solna) ist eine schwedische Filmschauspielerin.

## Leben
Sie wuchs in Rotebro, Gemeinde Sollentuna bei Stockholm auf und verbrachte später einige Jahre in den USA. Im Jahr 2000 war Sandeberg am Rogaland Teater in Stavanger (Norwegen) engagiert. Dort spielte sie die Titania/Hippolyta in Ein Sommernachtstraum von William Shakespeare. 2005 verkörperte sie die Aushilfslehrerin Ewa Kaludis in der Verfilmung Kim Novak badete nie im See von Genezareth des gleichnamigen Romans von Håkan Nesser.
2003, 2004 und 2005 spielte Helena af Sandeberg außerdem am Stockholmer Stadttheaterunter anderem in Idioten und Sommergäste.
Sie ist mit dem Regisseur Alexander Mørk-Eidem verheiratet und hat mit ihm einen Sohn. Ihr gehört das Produktionsunternehmen Alfredo Film och teater AB.

## Filmografie (Auswahl)
- 1996: Chewing Gum
- 1996: Ellinors Hochzeit – Jawort mit Hindernissen (Ellinors bröllop) – Regie: Henry Meyer
- 1997: 9 millimeter (9 mm) – Regie: Peter Lindmark
- 1998: Zingo – Regie: Christjan Wegner
- 1999: In Bed with Santa (Tomten är far till alla barnen) – Regie: Kjell Sundvall
- 1999: Sjätte dagen (Fernsehserie)
- 2001: Shrek (Schwedische Synchronisation von Prinzessin Fiona)
- 2002: Der letzte Mord (Sista Kontraktet)
- 2002: Hon – Regie: Fredrik T. Olsson
- 2002: Frank – Regie: Jonas Embring
- 2003: Der chaotische Elterntausch / Hin und her – Chaos im Doppelpack (Tur & retur) – Regie: Ella Lemhagen
- 2003: Virus im Paradies (Virus au paradis) – Regie: Olivier Langlois
- 2004: Shrek 2 (Schwedische Synchronisation von Prinzessin Fiona)
- 2005: Kim Novak badete nie im See von Genezareth (Kim Novak badade aldrig i Genesarets sjö)
- 2007: I was a Swiss Banker – Regie: Thomas Imbach
- 2007: Mars & Venus – Regie: Eva Dahr
- 2008: Millenium Brüder (Iscariot) – Regie: Miko Lazic
- 2008: Mañana – Regie: Manuel Concha
- 2008–2009: Verdict Revised – Unschuldig verurteilt (Oskyldigt dömd, Fernsehserie)
- 2012: Der Hypnotiseur (Hypnotisörenk)
- 2014: Der vierte Mann (Den fjärde mannen)
- 2015: Alena
- 2016–2019: Finaste familjen (Fernsehserie)
- 2018: Lyckligare kan ingen vara
- 2018: Der sterbende Detektiv (Den döende detektiven, Fernsehserie)
- 2019: Quicksand – Im Traum kannst du nicht lügen (Störst av allt, Fernsehserie)
- 2019: Feuer & Flamme (Eld & lågor)
- 2019: Alex (Fernsehserie)
- 2021: Bröllop, begravning och dop – Filmen
- 2021: Deg (Fernsehserie)
- 2022: Vi i villa  (Fernsehserie)
- seit 2022: Der Sinn des Lebens (Meningen med livet, Fernsehseriem 16 Episoden)[3]
- 2025: Maffia (Fernsehserie)